# Ҕ
Ge với móc giữa (Ҕ ҕ, chữ nghiêng: Ҕ ҕ) là một chữ cái trong bảng chữ cái Kirin, được sử dụng trong tiếng Yukaghir và tiếng Yakut. Nó đại diện cho âm /ɣ/. Trong Unicode, nó được gọi là "Ge với móc giữa". Chữ cái này được Andreas Johan Sjögren thiết kế vào năm 1844 cho tiếng Ossetia, lấy ý tưởng từ chữ Kirin Г và chữ Gothic 𐌷 (hagl).
Ҕ là chữ cái thứ năm trong bảng chữ cái tiếng Yakut, nằm ở giữa Г và Д. Trước đây nó từng là chữ cái thứ bảy trong bảng chữ cái tiếng Abkhaz, nằm ở giữa Гә và Ҕь; về sau nó đã được thay thế bằng Ӷ.
Ҕ cũng từng được sử dụng trong tiếng Chuvash, nó là chữ cái thứ 47 trong bảng chữ cái của Ivan Yakovlev.

## Mã máy tính
| Kí tự               | Ҕ                                            | Ҕ                                            | ҕ                                          | ҕ                                          |
| ------------------- | -------------------------------------------- | -------------------------------------------- | ------------------------------------------ | ------------------------------------------ |
| Tên Unicode         | CYRILLIC CAPITAL LETTER GHE WITH MIDDLE HOOK | CYRILLIC CAPITAL LETTER GHE WITH MIDDLE HOOK | CYRILLIC SMALL LETTER GHE WITH MIDDLE HOOK | CYRILLIC SMALL LETTER GHE WITH MIDDLE HOOK |
| Mã hóa ký tự        | decimal                                      | hex                                          | decimal                                    | hex                                        |
| Unicode             | 1172                                         | U+0494                                       | 1173                                       | U+0495                                     |
| UTF-8               | 210 148                                      | D2 94                                        | 210 149                                    | D2 95                                      |
| Tham chiếu ký tự số | &#1172;                                      | &#x494;                                      | &#1173;                                    | &#x495;                                    |

## Các chữ cái liên quan và các ký tự tương tự khác
- Г г : Chữ Kirin Ge
- Ғ ғ : Chữ Kirin Ghayn
- Ӷ ӷ : Chữ Kirin Ge với nét gạch đuôi
- Ҕ̀ ҕ̀ : Chữ Kirin Ge với móc giữa và dấu huyền